# Julius Friedrich Lehmann
Julius Friedrich Lehmann, född 28 november 1864 i Zürich, död 24 mars 1935 i München, var en tysk bokförläggare för medicinsk, folkrörelse- och rasistisk litteratur. Vid 1900-talets början hade Lehmann gjort München till ett tidigt centrum för antisemitismen i Tyskland. I Weimarrepubliken var Lehmann en tidig förespråkare för Nationalsozialistische Deutsche Arbeiterpartei (NSDAP), där han senare blev medlem.